# 마로면
마로면(馬老面)은 대한민국 충청북도 보은군의 면이다.

## 개요
마로면은 조선시대에 역마를 먹이던 곳이라 마로면이라 하였으며, 군의 동남부에 위치해 옥천군과 경상북도 상주시에 접해 있는 지역이다. 전형적인 농촌으로 축산업과 과수가 주소득이며, 젖소는 군의 50%, 한우는 22% 등 보은군 축산의 중심에 있는 고장이다.

## 행정 구역
- 갈전리(葛田里)
- 갈평리(葛坪里)
- 관기리(官基里)
- 기대리(箕大里)
- 변둔리(卞屯里)
- 세중리(世中里)
- 소여리(所余里)
- 송현리(松峴里)
- 수문리(水門里)
- 오천리(梧川里)
- 원정리(猿汀里)
- 임곡리(任谷里)
- 적암리(赤岩里)
- 한중리(閑中里)